# 31 يوليو
- السبت
- الأحد
- الاثنين
- الثلاثاء
- الأربعاء
- الخميس
- الجمعة

- 283 محرم 1447  هـ
- 294 محرم 1447  هـ
- 305 محرم 1447  هـ
- 16 محرم 1447  هـ
- 27 محرم 1447  هـ
- 38 محرم 1447  هـ
- 49 محرم 1447  هـ
- 510 محرم 1447  هـ
- 611 محرم 1447  هـ
- 712 محرم 1447  هـ
- 813 محرم 1447  هـ
- 914 محرم 1447  هـ
- 1015 محرم 1447  هـ
- 1116 محرم 1447  هـ
- 1217 محرم 1447  هـ
- 1318 محرم 1447  هـ
- 1419 محرم 1447  هـ
- 1520 محرم 1447  هـ
- 1621 محرم 1447  هـ
- 1722 محرم 1447  هـ
- 1823 محرم 1447  هـ
- 1924 محرم 1447  هـ
- 2025 محرم 1447  هـ
- 2126 محرم 1447  هـ
- 2227 محرم 1447  هـ
- 2328 محرم 1447  هـ
- 2429 محرم 1447  هـ
- 2530 محرم 1447  هـ
- 261 صفر 1447  هـ
- 272 صفر 1447  هـ
- 283 صفر 1447  هـ
- 294 صفر 1447  هـ
- 305 صفر 1447  هـ
- 316 صفر 1447  هـ
- 17 صفر 1447  هـ

31 يوليو أو 31 تمُّوز أو 31 يوليه أويوم 31 \ 7 (اليوم الحادي والثلاثون من الشهر السابع) هو اليوم الثاني عشر بعد المئتين (212) من السنوات البسيطة، أو اليوم الثالث عشر بعد المئتين (213) من السنوات الكبيسة وفقًا للتقويم الميلادي الغربي (الغريغوري). يبقى بعده 153 يوما لانتهاء السنة.

## أحداث
- 626 - النبي محمد ﷺ يخرج على رأس جيشه إلى دومة الجندل وذلك لتأمين طريق القوافل.
- 634 - انتصار المسلمين بقيادة خالد بن الوليد على الروم في معركة أجنادين (قرب مدينة الرملة في فلسطين)، وقد قتل من الروم ثلاثة آلاف جندي.
- 1488 - كاثوليك يُحرقون 16 يهودياً بعد شدهم إلى الأعمدة في مدينة برشلونة بإسبانيا.
- 1741 - الإمبراطور الروماني المقدس كارل ألبرت السابع ملك بافاريا يغزو النمسا العليا وبوهيميا.
- 1763 - معركة دامية بين القبيلة الهندية أوتاوا بقيادة الزعيم بونتياك والقوات البريطانية بقيادة ملك إنجلترا انتهت بهزيمة الأخيرة ومقتل 20 شخصًا منهم خلال حرب بونتياك ضد المستعمرين البريطانيين.
- 1790 - تسجيل أول براءة اختراع في الولايات المتحدة، للمخترع صموئيل هوبكنز [الإنجليزية] لعملية البوتاس.
- 1914 - ألمانيا تعلن الحرب على روسيا أثناء الحرب العالمية الأولى.
- 1913 - دول البلقان توقع هدنة في بوخارست.
- 1938 -
  - بلغاريا توقع معاهدة عدم اعتداء مع اليونان ودول أخرى في اتفاق دول البلقان، (تركيا، رومانيا، يوغوسلافيا).
  - علماء الآثار يكتشفون في برسبوليس نقوش ولوحات من الذهب الفضة تعود لدارا الأول ملك الفرس.
- 1943 - بدء المباحثات التي دعا إليها رئيس وزراء مصر مصطفى النحاس مع عدد من الدول العربية المستقلة لبحث الصيغة المناسبة لتحقيق الوحدة العربية، وتمخض عن ذلك في وقت آخر تأسيس جامعة الدول العربية.
- 1947 - الإعلان عن انتهاء عصبة الأمم.
- 1954 - رئيس وزراء فرنسا بيير منديس فرانس يعلن في قرطاج عن استعداد بلاده لمنح تونس استقلالها.
- 1958 - انتخاب قائد الجيش اللبناني اللواء فؤاد شهاب رئيسًا للجمهورية اللبنانية.
- 1964 - التقاط أول صورة مقربة للأرض من على سطح القمر بثتها سفينة الفضاء الأمريكية «رينجر-7».
- 1971 - مقتل 162 شخصاً في اصطدام طائرة يابانية من طراز بوينغ 727 مع مقاتلة من طراز «إف 86».
- 1972 - الجيش البريطاني يستعيد المناطق المحظورة في أيرلندا الشمالية، في عملية Motorman، وهي أكبر عملية عسكرية بريطانية منذ أزمة السويس في العام 1956، كما تعتبر الأكبر في أيرلندا منذ حرب الاستقلال الإيرلندية.
- 1973 - برلمان أيرلندا الشمالية ينعقد للمرة الأولى في بلفاست، وهو يعتبر أول برلمان ديمقراطي منتخب فيها.
- 1978 - الرئيس المصري محمد أنور السادات يؤسس الحزب الوطني الديمقراطي، وانضم للحزب فور تأسيسه أعضاء حزب مصر العربي الاشتراكي.
- 1988 -
  - الملك حسين يعلن فك الارتباط بين الأردن والضفة الغربية.
  - مقتل 32 شخصاً واصابة 1.674 آخرين، بسبب انهيار محطة جسر العبارة في بتروورث، بينانق، ماليزيا.
- 1990 - انعقاد المؤتمر التاسع عشر لوزراء خارجية الدول الإسلامية لأول مرة في القاهرة منذ إنشاء منظمة التعاون الإسلامي.
- 1991 - الولايات المتحدة والاتحاد السوفيتي يوقعان اتفاقاً تاريخياً لخفض عدد الرؤوس النووية إلى حوالي الثلث.
- 1992 -
  - انضمام جورجيا إلى الأمم المتحدة.
  - الرحلة رقم 311 للخطوط الجوية التايلاندية الدولية تصطدم في شمال جبل كاتماندو، نيبال مما أسفر عن مقتل 113 شخصا كانوا على متنها.
- 1996 - إسرائيل تعثر على جثة الجندي إيلان سعدون بعد أن اختطفه مقاومون من حركة حماس عام 1989.
- 1999 - ناسا تعطل عمدا المركبة الفضائية لونار بروسبكتر في القمر، وبالتالي تنهي مهمتها للكشف عن المياه المجمدة على سطح القمر.
- 2001 - إسرائيل تغتال القياديين في حركة حماس جمال سليم وجمال منصور في قصف لمكتب كانا يتواجدان فيه بنابلس في الضفة الغربية.
- 2002 - كتائب القسام تقوم بعملية الجامعة العبرية بتفجير قنبلة في كافتيريا مما أسفر عن مقتل 9 أشخاص.
- 2012 - مايكل فيلبس يحطم الرقم القياسي في عام 1964 متفوقاً على لاريسا لاتينينا بكسر الرقم القياسي لأكبر عدد من الميداليات في دورة الألعاب الاولمبية.
- 2014 - الرئيس البوليفي إيفو مورالس يعلن أن إسرائيل كيان إرهابي، ويلغي السماح بدخول الإسرائيليين دون تأشيرة سفر.
- 2015 -
  - انطلاق احتجاجات في بغداد ومحافظات وسط وجنوب العراق للمطالبة بتحسين الخدمات وتقليل مخصصات المسؤولين والسياسيين.
  - اختيار العاصمة الصينية بكين لاستضافة الألعاب الأولمبية الشتوية 2022 من قبل اللجنة الأولمبية الدولية المجتمعة في كوالالمبور.
  - مستوطنون إسرائيليون متطرفون يضرمون النار بمنزلين في نابلس، ما أدى إلى وفاة رضيع محترقاً وإصابة أسرته بحروق بالغة.
- 2017 - رئيس مركز القدس الدولي يُعلن أنَّ السُلطات الإسرائيليَّة صادرت وثائق مُهمَّة كانت محفوظة بداخل المسجد الأقصى تتعلق بأملاك وأوقاف القدس وأراضيها، وذلك أثناء فترة إغلاقه أمام المُصلِّين مُنذ يوم 14 يوليو إلى 27 يوليو 2017.
- 2021 - اليونيسكو تصنف السلط في وسط الأردن ضمن مواقع التراث العالمي.
- 2022 - مقتل زعيم تنظيم القاعدة أيمن الظواهري عن 71 عامًا، في غارة أمريكية بطائرة مسيرة في كابل عاصمة أفغانستان.
- 2024 - اغتيال إسماعيل هنية رئيس المكتب السياسي لحركة المقاومة الإسلامية (حماس)، إثر غارة إسرائيلية استهدفت مقر إقامته في طهران، التي زارها لحضور مراسم تنصيب الرئيس مسعود بزشكيان.

## مواليد
- 1912 - ميلتون فريدمان، اقتصادي أمريكي حاصل على جائزة نوبل في العلوم الاقتصادية عام 1976.
- 1914 - لويس دي فنيس، ممثل فرنسي.
- 1918 - بول بوير، عالم كيمياء حيوية أمريكي حاصل على جائزة نوبل في الكيمياء عام 1997.
- 1939 - سعيد صالح، ممثل مصري.
- 1944 - روبرت ميرتون، اقتصادي أمريكي حاصل على جائزة نوبل في العلوم الاقتصادية عام 1997.
- 1953 - تورو فريا، ممثل أداء صوتي ياباني.
- 1956 - مايكل بين، ممثل أمريكي.
- 1962 -
  - سفيان الشعري، ممثل تونسي.
  - ويسلي سنايبس، ممثل أمريكي.
- 1965 -
  - جوان رولينغ موراي، روائية بريطانية.
  - جون لورينايتس ، مصارع أمريكي.
- 1969 - أنطونيو كونتي، لاعب ومدرب كرة قدم إيطالي.
- 1973 - عبد العزيز الخثران، لاعب كرة قدم سعودي.
- 1976 - باولو وانشوب، لاعب كرة قدم كوستاريكي.
- 1979 -
  - بير كرولدروب، لاعب كرة قدم دنماركي.
  - كارلوس مارتشينا، لاعب كرة قدم إسباني.
- 1984 -
  - شذى، مغنية وممثلة مصرية.
  - إيبك يايلاجي أوغلي، ممثلة تركية.
- 1986 - ساشا دحدوح، إعلامية وممثلة لبنانية.
- 1987 - مايكل برادلي، لاعب كرة قدم أمريكي.
- 1989 - فيكتوريا أزارينكا، لاعبة كرة مضرب بيلاروسية.

## وفيات
- 1784 - دنيس ديدرو، فيلسوف فرنسي.
- 1875 - أندرو جونسون، رئيس الولايات المتحدة.
- 1914 - جان جوريس، سياسي فرنسي.
- 1926 - عادل النكدي، محامي، وصحفي، وجندي، وكاتب لبناني.
- 1944 - أنطوان دو سانت إكزوبيري، كاتب فرنسي.
- 1968 - الأخطل الصغير، شاعر لبناني.
- 1993 - بودوان الأول، ملك بلجيكا.
- 1995 - مطلق الثبيتي، شاعر سعودي.
- 2001 -
  - جمال منصور، سياسي فلسطيني، وقيادي في حركة المقاومة الإسلامية (حماس).
  - جمال سليم، داعية إسلامي، وسياسي، وكاتب فلسطيني وقيادي في حركة المقاومة الإسلامية (حماس).
- 2009 - بوبي روبسون، لاعب ومدرب كرة قدم إنجليزي.
- 2021 -
  - انتصار الشراح، ممثلة كويتية.
  - عمر جازولي، عمدة مدينة مراكش.
- 2022
  - أيمن الظواهري، ثاني أمير لـتنظيم القاعدة.
  - فيدل فالديس راموس، سياسي فلبيني، رئيس الجمهورية الثاني عشر.
- 2024 - إسماعيل هنية، رئيس المكتب السياسي لحركة المقاومة الإسلامية (حماس)، ورئيس الوزراء الفلسطيني الأسبق.

## أعياد ومناسبات
- عيد العلم في هاواي.
- عيد البحرية الروسية.

## وصلات خارجية
- وكالة الأنباء القطريَّة: حدث في مثل هذا اليوم.
- النيويورك تايمز: حدث في مثل هذا اليوم.
- BBC: حدث في مثل هذا اليوم.